# Los Angeles Raiders 1982
La stagione 1982 degli Los Angeles Raiders è stata la 13ª della franchigia nella National Football League, la 23ª complessiva e la prima di tredici a Los Angeles.
Malgrado un record di 7-9 nella stagione precedente, l'ultima ad Oakland fino al 1995, i Raiders ebbero un record di 8-1 nella stagione accorciata per sciopero del 1982. Col vantaggio del fattore campo in tutti i playoff, tuttavia, il club fu eliminato dai Jets per 17–14 malgrado si fosse trovato in vantaggio nel quarto periodo.

## Scelte nel Draft 1982

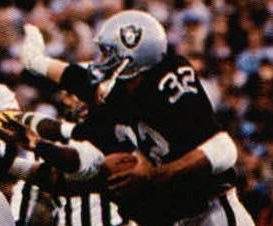
I Raiders scelsero Marcus Allen come decimo assoluto nel Draft 1982

| Scelte dei Raiders nel Draft 1982 |        |               |       |                    |
| Giro                              | Scelta | Giocatore     | Ruolo | College            |
| 1                                 | 10     | Marcus Allen  | RB    | USC                |
| 2                                 | 35     | Jack Squirek  | LB    | Illinois           |
| 2                                 | 37     | Jim Romano    | C     | Penn State         |
| 3                                 | 64     | Vann McElroy  | S     | Baylor             |
| 4                                 | 91     | Ed Muransky   | G     | Michigan           |
| 5                                 | 123    | Ed Jackson    | LB    | Louisiana Tech     |
| 7                                 | 177    | Jeff Jackson  | DE    | Toledo             |
| 10                                | 263    | Rich D'Amico  | LB    | Penn State         |
| 11                                | 289    | Willie Turner | WR    | LSU                |
| 12                                | 316    | Randy Smith   | WR    | Texas A&M-Commerce |

## Roster
| Roster dei Los Angeles Raiders nel 1982 |
| --- |
| Quarterback - 16 Jim Plunkett - 6 Marc Wilson Running Back - 32 Marcus Allen - 40 Rick Berns - 27 Frank Hawkins - 33 Kenny King - 31 Derrick Jensen - 28 Cleo Montgomery - 34 Greg Pruitt - 49 Billy Taylor - 38 Chester Willis Wide Receiver - 80 Malcolm Barnwell - 21 Cliff Branch - 85 Bob Chandler - 82 Calvin Muhammad Tight End - 46 Todd Christensen - 84 Derrick Ramsey Offensive Linemen - 50 Dave Dalby C - 79 Bruce Davis T - 70 Henry Lawrence T - 60 Curt Marsh G - 65 Mickey Marvin G - 76 Ed Muransky T - 52 Jim Romano C - 78 Art Shell T - 66 Steve Sylvester G Defensive Linemen - 62 Reggie Kinlaw DT - 75 Howie Long DE - 72 John Matuszak DE - 68 Johnny Robinson DT - 77 Lyle Alzado DE - 73 Dave Browning DE - 74 Archie Reese DE - 99 Ruben Vaughan DT Linebacker - 83 Ted Hendricks - 53 Rod Martin - 57 Randy McClanahan - 55 Matt Millen - 58 Jack Squirek - 54 Cal Peterson Defensive Back - 36 Mike Davis SS - 37 Lester Hayes CB - 42 Monte Jackson - 26 Vann McElroy FS - 23 Odis McKinney SS - 44 Burgess Owens FS - 20 Ted Watts - 45 James Davis Special Team - 10 Chris Bahr K - 8 Ray Guy P |
| Legenda - I rookie sono in corsivo. - Il primo ruolo è il principale mentre gli eventuali successivi indicano i ruoli secondari. - (IR) sta per Injured Reserve ed indica la lista ristretta per un solo giocatore infortunato che può tornare ad allenarsi dopo la settimana 6 e a rientrare in prima squadra dopo che questa ha giocato 8 partite. - (NF-Inj.) / (NF-Ill.) stanno rispettivamente per Non-Football Injured e Non-Football Illness ed indicano le liste dove viene inserito un giocatore che ha un infortunio o una malattia non dipendente dal football americano. - (PUP) sta per Physically Unable to Perform ed indica la lista dove viene inserito un giocatore mentre è in attesa di recuperare la condizione fisica. Nella stagione regolare dopo la sesta partita giocata dalla propria squadra, il giocatore ha tempo tre settimane per riprendere ad allenarsi, più tre settimane aggiuntive dal suo rientro agli allenamenti per rientrare in prima squadra. |

## Calendario
| Stagione regolare      |                        |           |                               |
| Turno                  | Avversario             | Risultato | Stadio                        |
| 1                      | at San Francisco 49ers | V 23–17   | Candlestick Park              |
| 2                      | at Atlanta Falcons     | V 38–14   | Atlanta–Fulton County Stadium |
| Sciopero dei giocatori |                        |           |                               |
| 11                     | San Diego Chargers     | V 28–24   | Los Angeles Memorial Coliseum |
| 12                     | at Cincinnati Bengals  | S 17–31   | Riverfront Stadium            |
| 13                     | Seattle Seahawks       | V 28–23   | Los Angeles Memorial Coliseum |
| 14                     | at Kansas City Chiefs  | V 21–16   | Arrowhead Stadium             |
| 15                     | Los Angeles Rams       | V 37–31   | Los Angeles Memorial Coliseum |
| 16                     | Denver Broncos         | V 27–10   | Los Angeles Memorial Coliseum |
| 17                     | at San Diego Chargers  | V 41–34   | San Diego Stadium             |

### Playoff
| Playoff       |                  |           |                               |
| Turno         | Avversario       | Risultato | Stadio                        |
| Primo turno   | Cleveland Browns | V 27–10   | Los Angeles Memorial Coliseum |
| Secondo turno | New York Jets    | S 14–17   | Los Angeles Memorial Coliseum |

Fonte:

## Classifiche
| AFC West               | AFC West | AFC West | AFC West | AFC West | AFC West | AFC West | AFC West | AFC West | AFC West |
|                        | V        | S        | P        | %        | DIV      | CONF     | PF       | PF       | Str.     |
| ---------------------- | -------- | -------- | -------- | -------- | -------- | -------- | -------- | -------- | -------- |
| Los Angeles Raiders(1) | 8        | 1        | 0        | .889     | 5–0      | 5–1      | 260      | 200      | V5       |
| San Diego Chargers(5)  | 6        | 3        | 0        | .667     | 2–3      | 5–3      | 288      | 221      | S1       |
| Seattle Seahawks       | 4        | 5        | 0        | .444     | 2–1      | 3–5      | 127      | 147      | V1       |
| Kansas City Chiefs     | 3        | 6        | 0        | .333     | 2–1      | 3–3      | 176      | 184      | V1       |
| Denver Broncos         | 2        | 7        | 0        | .222     | 0–6      | 0–6      | 148      | 226      | S3       |

| Los Angeles Raiders(1)  | 8 | 1 | 0 | .889 | 260 | 200 | V5 |
| Miami Dolphins(2)       | 7 | 2 | 0 | .778 | 198 | 131 | V3 |
| Cincinnati Bengals(3)   | 7 | 2 | 0 | .778 | 232 | 177 | V2 |
| Pittsburgh Steelers(4)  | 6 | 3 | 0 | .667 | 204 | 146 | V2 |
| San Diego Chargers(5)   | 6 | 3 | 0 | .667 | 288 | 221 | S1 |
| New York Jets(6)        | 6 | 3 | 0 | .667 | 245 | 166 | S1 |
| New England Patriots(7) | 5 | 4 | 0 | .556 | 143 | 157 | V1 |
| Cleveland Browns(8)     | 4 | 5 | 0 | .444 | 140 | 182 | S1 |
| Buffalo Bills           | 4 | 5 | 0 | .444 | 150 | 154 | S3 |
| Seattle Seahawks        | 4 | 5 | 0 | .444 | 127 | 147 | V1 |
| Kansas City Chiefs      | 3 | 6 | 0 | .333 | 176 | 184 | V1 |
| Denver Broncos          | 2 | 7 | 0 | .222 | 148 | 226 | S3 |
| Houston Oilers          | 1 | 8 | 0 | .111 | 136 | 245 | S7 |
| Baltimore Colts         | 0 | 8 | 1 | .056 | 113 | 236 | S2 |

## Premi
- Marcus Allen:

rookie offensivo dell'anno